# Даулбаев, Асхат Кайзуллаевич
Асха́т Кайзулла́евич Даулба́ев (каз. Асқат Қайзоллаұлы Дауылбаев) (22.11.1962, Актобе, Казахская ССР) — казахстанский государственный деятель. Генеральный Прокурор Республики Казахстан (2011—2016). Государственный советник юстиции 1 класса.

## Карьера
Окончив среднюю школу стал рабочим в производственном объединении «Динамо».
В 1981 году пошёл на службу в Вооруженные силы СССР до 1983 года.
После окончания срока службы поступил на судебно-прокурорский факультет Свердловского юридического института.
В 1987 году с отличием окончил его, по распределению направили в органы прокуратуры Казахстана.
В этой структуре он работал стажером, следователем, помощником и старшим помощником прокурора Октябрьского района города Алматы.
С 1990 года был заместителем прокуроров некоторых районов Алма-Аты, а также исполнял обязанности прокурора района.
В 1992 году назначен начальником отдела общего надзора и членом коллегии прокуратуры города Алматы.
1994 год — заместитель председателя Арбитражного суда Алматы, начальник управления общего надзора Генеральной прокуратуры Республики Казахстан.
1997 год — вице-министр юстиции Республики Казахстан, председатель Квалификационной коллегии юстиции.
1999 год — вице-президент — главный административный директор ОАО «Казахтелеком». В этом же году избран депутатом Мажилиса Парламента, возглавлял постоянную комиссию по правовым вопросам в межпарламентской ассамблее СНГ и депутатскую группу по вопросам судебно-правовой реформы «Адилет».
16 января 2001 года — 14 апреля 2011 года — заместитель Генерального Прокурора Республики Казахстан.
15 апреля 2011 года — Генеральный Прокурор Республики Казахстан.
25 апреля 2016 года Указом Главы государства Даулбаев Асхат Кайзуллаевич освобожден от должности Генерального прокурора Республики Казахстан в связи с переходом на другую работу.
25 апреля 2016 года назначен членом Конституционного Совета РК.

## Награды

### Государственные награды
| Страна    | Дата            | Награда | Награда |
| --------- | --------------- | --- | --- |
| СССР      | -               | Мастер спорта СССР по классической борьбе                                                                                  | Мастер спорта СССР по классической борьбе                                                                                  |
| Казахстан | 1998            | Памятная медаль «Астана»                                                                                                   | Памятная медаль «Астана»                                                                                                   |
| Казахстан | 2001            | Медаль «10 лет независимости Республики Казахстан»                                                                         | Медаль «10 лет независимости Республики Казахстан»                                                                         |
| Казахстан | 2004            | Кавалер ордена «Данк» 2 степени                                                                                            | Кавалер ордена «Данк» 2 степени                                                                                            |
| Казахстан | 2004            | Медаль «В ознаменование 100-летия железной дороги Казахстана»                                                              | Медаль «В ознаменование 100-летия железной дороги Казахстана»                                                              |
| Казахстан | 2005            | Медаль «10 лет Конституции Республики Казахстан»                                                                           | Медаль «10 лет Конституции Республики Казахстан»                                                                           |
| Казахстан | 2005            | Медаль «10 лет Парламенту Республики Казахстан»                                                                            | Медаль «10 лет Парламенту Республики Казахстан»                                                                            |
| Казахстан | 2009            | Кавалер ордена «Данк» 1 степени                                                                                            | Кавалер ордена «Данк» 1 степени                                                                                            |
| Казахстан | 14 декабря 2011 | Медаль «20 лет независимости Республики Казахстан»                                                                         | Медаль «20 лет независимости Республики Казахстан»                                                                         |
| СНГ       | 11 апреля 2013  | Юбилейная медаль «МПА СНГ. 20 лет»                                                                                         | Юбилейная медаль «МПА СНГ. 20 лет»                                                                                         |
| СНГ       | август 2015     | Грамота Исполнительного комитета СНГ за укрепление и развитие сотрудничества государств СНГ в сфере борьбы с преступностью | Грамота Исполнительного комитета СНГ за укрепление и развитие сотрудничества государств СНГ в сфере борьбы с преступностью |
| Казахстан | 3 декабря 2020  | Кавалер ордена «Барыс» 2 степени                                                                                           | Кавалер ордена «Барыс» 2 степени                                                                                           |

### Ведомственные награды
| Страна                                             | Дата | Награда                                               | Награда                                               |
| -------------------------------------------------- | ---- | ----------------------------------------------------- | ----------------------------------------------------- |
| Казахстан / Генеральная прокуратура Казахстана     | -    | Почётный работник прокуратуры                         | Почётный работник прокуратуры                         |
| Казахстан / Генеральная прокуратура Казахстана     | -    | Медаль «За безупречную службу» 1, 2 и 3 степени       | Медаль «За безупречную службу» 1, 2 и 3 степени       |
| Казахстан / Генеральная прокуратура Казахстана     | -    | Нагрудный знак «20 лет прокуратуре Казахстана»        | Нагрудный знак «20 лет прокуратуре Казахстана»        |
| Казахстан / Министерство внутренних дел Казахстана | 2007 | Нагрудный знак «15 лет полиции Казахстана»            | Нагрудный знак «15 лет полиции Казахстана»            |
| Казахстан / Министерство внутренних дел Казахстана | 2012 | Нагрудный знак «20 лет полиции Казахстана»            | Нагрудный знак «20 лет полиции Казахстана»            |
| Казахстан / Министерство внутренних дел Казахстана | -    | Нагрудный знак «20 лет Внутренним войскам Казахстана» | Нагрудный знак «20 лет Внутренним войскам Казахстана» |

## Личная жизнь и семья
Женат, имеет трех сыновей.